# Джума-Иляк
Джума́-Иля́к (укр. Джума-Іляк, крымскотат. Cuma İlâq, Джума Илякъ) — исчезнувшее село в Первомайском районе Республики Крым, располагавшееся на западе района, в степной части Крыма, примерно в 3,5 километрах к юго-западу от села Дальнее.

## История
Первое документальное упоминание села встречается в Камеральном Описании Крыма… 1784 года, судя по которому, в последний период Крымского ханства Джума Кесеги Лак входил в Ташлынский кадылык Акмечетского каймаканства. После присоединения Крыма к России (8) 19 апреля 1783 года, (8) 19 февраля 1784 года, именным указом Екатерины II сенату, на территории бывшего Крымского Ханства была образована Таврическая область и деревня была приписана к Перекопскому уезду. После Павловских реформ, с 1796 по 1802 год, входила в Акмечетский уезд Новороссийской губернии. По новому административному делению, после создания 8 (20) октября 1802 года Таврической губернии, Джума-Иляк был включён в состав Кучук-Кабачской волости Перекопского уезда.
По Ведомости о всех селениях, в Перекопском уезде состоящих… от 21 октября 1805 года в деревне Джума-Кесекияк  числилось 11 дворов, 90 крымских татар и 2 ясыра. На военно-топографической карте генерал-майора Мухина 1817 года деревня Джумаляк обозначена пустующей. После реформы волостного деления 1829 года Джума-Иляк, согласно «Ведомости о казённых волостях Таврической губернии 1829 года», отнесли к Агъярской волости. На карте 1836 года в деревне 15 дворов. Затем, видимо, в результате эмиграции крымских татар, деревня заметно опустела и на карте 1842 года Джума-Иляк обозначен условным знаком «малая деревня» (это означает, что в нём насчитывалось менее 5 дворов).
В 1860-х годах, после земской реформы Александра II, деревню приписали к Григорьевской волости. Согласно «Памятной книжке Таврической губернии за 1867 год», деревня Джума-Иляк была покинута жителями в 1860—1864 годах, в результате эмиграции крымских татар, особенно массовой после Крымской войны 1853—1856 годов, в Турцию, и оставалась в развалинах. В «Списке населённых мест Таврической губернии по сведениям 1864 года», составленном по результатам VIII ревизии 1864 года, Джума-Иляк — владельческая деревня с 1 двором и 7 жителями при колодцахъ.
На карте 1865 года в деревне показаны 4 двора. Затем, видимо, вследствие продолжавшейся эмиграции крымских татар, деревня опустела и в доступных источниках второй половины XIX — начала XX века не упоминается.
Вновь упоминание Джума-Иляк в доступных источниках встречается в Статистическом справочнике Таврической губернии 1915 года, согласно которому в деревне Бютеньской волости Перекопского уезда числилось 18 дворов (все дворы с землёй)с татарским населением в количестве 52 человек приписных жителей и 52 — «посторонних», из которых 55 мужчин и 49 женщин. Жители владели 360 десятинами земли. В хозяйствах имелось 46 лошадей, 2 вола, 8 коров и 125 голов мелкого скота.
После установления в Крыму Советской власти и учреждения 18 октября 1921 года Крымской АССР, в составе Симферопольского уезда был образован Биюк-Онларский район, в состав которого включили село. В 1922 году уезды получили название округов. 11 октября 1923 года, согласно постановлению ВЦИК, в административное деление Крымской АССР были внесены изменения, в результате которых был ликвидирован Биюк-Онларский район и село включили в состав Симферопольского. Согласно Списку населённых пунктов Крымской АССР по Всесоюзной переписи 17 декабря 1926 года, в селе Джума-Иляк, Джамбулду-Конратского сельсовета Симферопольского района, числилось 35 дворов, все крестьянские, население составляло 141 человек, из них 139 татар и 2 русских. Постановлением КрымЦИКа от 15 сентября 1930 года был вновь создан Биюк-Онларский район, теперь уже как немецкий национальный; село, вместе с сельсоветом, включили в его состав. В последний раз встречается на двухкилометровке РККА 1942 года.